# Uğur Dağdelen
Uğur Dağdelen (* 3. Oktober 1973 in Amasya; † 24. September 2015 in Merzifon) war ein türkischer Fußballspieler. Aufgrund seiner langjährigen Tätigkeit für Samsunspor wird er mit diesem Verein assoziiert.

## Spielerkarriere

### Verein
Dağdelen begann mit dem Vereinsfußball in der Jugendabteilung von Merzifonspor und wurde hier 1990 in den Profikader aufgenommen. Kurze Zeit später etablierte er sich in der Mannschaft und spielte für diese die nächsten drei Spielzeiten lang.
Zum Sommer 1993 wechselte er in die höchste türkische Spielklasse, in die 1. Lig, zum Aufsteiger Demir Çelik Karabükspor. Bei diesem Klub schaffte er es auf Anhieb in die Stammformation und sorgte durch seine Tore dafür, dass sein Verein die Chance auf einen Klassenerhalt bis zum Saisonende bewahrte. Als Karabükspor dennoch direkt wieder absteigen musste, ging Dağdelen mit seinem Team in die 2. Lig. Für Karabükspor spielte er bis Ende November 1994 in der 2. Lig und wurde für den Rest der Spielzeit an den Erstligisten Bursaspor ausgeliehen.
Zum Sommer 1995 verließ Dağdelen Karabükspor und wechselte zum Erstligisten Samsunspor. Hier errang er auf Anhieb einen Platz in der Stammelf und behielt diesen etwa eineinhalb Spielzeiten lang. In der Saison 1996/97 verlor er seinen Stammplatz an Cenk İşler und kam überwiegend durch Einwechslungen zu Spieleinsätzen. Für die Spielzeit 1997/98 wurde er an den Ligakonkurrenten Kayserispor ausgeliehen. Bei diesem Verein erlebte Dağdelen seine persönlich beste Saison. Er erzielte in 27 Ligapartien 14 Treffer und war damit einer der erfolgreichsten Torjäger der Liga. Zudem stieg er zum Nationalspieler auf. Seinem Verein misslang jedoch der Klassenerhalt. Für die neue Saison kehrte er zu Samsunspor zurück und spielte hier zwei weitere Spielzeiten lang, ohne dabei an seine Erfolge bei Kayserispor anknüpfen zu können. Zum Oktober 2000 löste er seinen Vertrag mit Samsunspor auf und beendete anschließend seine aktive Laufbahn.

### Nationalmannschaft
Dağdelen spielte zehn Mal für die Türkische U-21-Nationalmannschaft und erzielte dabei ein Tor.
Durch seine gezeigten Leistungen bei Kayserispor wurde Dağdelen vom damaligen Nationalcoach Mustafa Denizli im Rahmen eines Testspiels gegen Russland in den Kader der türkischen A-Nationalmannschaft nominiert. In der Partie vom 22. April 1998 absolvierte er sein erstes und einziges Länderspiel.

## Tod
Am 24. September 2015 tötete Dağdelen sich in seiner Wohnung in Merzifon selbst; er wurde 41 Jahre alt.